# Maria Crofts
Maria Crofts, född 1956, är en svensk ekonomijournalist. Maria Crofts är redaktör för Dagens Nyheters ekonomisidor och privatekonomisk krönikör.

## Priser och utmärkelser
- 2009 – Sjunde AP-fondens Journalistpris, med motiveringen "för sina många privatekonomiskt inriktade artiklar med speciell inriktning på frågor som berör de väldigt mångas sparande."[1]
- 2006 – Guldkanten, med motiveringen "Maria Crofts har i sina artiklar lyft fram och beskrivit pensionens alla delar på ett enkelt och professionellt sätt."[2]